# メノングエ
メノングエ（Menongue）は、アンゴラ中南部に位置する都市。クアンド・クバンゴ州の州都。 
アンゴラがポルトガルから独立する1975年までセルパ・ピント（Serpa Pinto）と呼ばれていた。大西洋岸の都市ナミベから伸びる鉄道の終点である。人口は約19,000人である。